# Покољи над Немцима у Чехословачкој у пролеће и лето 1945.
Покољи над Немцима у Чехословачкој у пролеће и лето 1945. биле су организоване и спонтане злочиначке реакције Чеха и Словака над некада чешким и словачким становништвом немачке националности. Покољи су се одвијали у атмосфери послератне репресије над Немцима и били су праћени  дивљачким убијањем и насилним протеривање овог народа.
Све је почело када је у својим јавним говорима председника из изгнанства  Едварда Бенеша 12. и 16. маја 1945. године,   протеривање Немаца прогласио апсолутном нужношћу, а одјеци са фронта и Мајски устанак у Прагу, појачали су тензије између чешких, словачких и немачких слојева становништва. Током протеривања Немаца, што неки називају „дивљачким протеривањем“, било је и „јавних погубљења“, убијања, батинања и на други насилан начин мучења не само Немаце већ и чешких и словачких колаборациониста.
Током периода насилног пресељења процењује се да је 600.000 Немаца побегло или расељено из Чехословачке , а од тог броја многи су прво уточиште потражили и нашли у Аустрији.
За ове злочине готово да нико није процесуиран, а у послератном парламенту предложен је чак и нацрт закона који би ове покоље ретроактивно легализовао.

## Ставови историчара о покољима 1945.
Историчари су почели да проучавају послератне покоље над Немцима одмах после рата крајем 1945. године. Али тек 1960-их, а потом и након изношења све учесталијих и различитих ставова и неслагања о овим покољима и јавности у 1970-им и 1980-им, ова истраживања су интензивирана. Међутим, свестрана и научна историјска истраживања и мапирање ексцеса започели су тек крајем 1980-тих,  након пада комунистичког режима 1989. године, када се у потпуности могао развити систем истраживања ових догађаја  без икаквих политичких и државних ограничења. Након одређеног периода активног истраживања историчара и других истраживача настала су ова капитална дела:
- Главно дело о покољу Томаша Станека под називом „Прогон 1945”.[8]
- Запис о ексцесима, које је саставио историчар Томаш Станек , под називом Послератни „ексцеси“ у Чешкој 1945. и њихова истрага.[1]
- Трагедија Виторазске 1945–1953: Погубљење у Тушу,  дело историчара Јана Млинарика
- Анализа архивске грађу дневног реда ванредних народних судова у Јичину, аутора Луције Јарковске
- Конкретни  случајеви природних судова у регији Витораз,  ауторке Храдец Кралове
- Публикација историчара Томаша Станека, који у у својој публикацији наводи да је у периоду од 1945. до 1946. године  живот изгубило 24 до 25.000 људи као резултат крајње дискриминаторског односа према Немцима и њиховим колаборационистима.

## Предуслови
Чехословачка влада у егзилу планирала је да протера немачку мањину из Чехословачке како би створила етнички чисту чешко-словачку националну државу.   Још током окупације чешки политичари су емитовали поруке из Лондона у којима су позивали на насиље над немачким цивилима и њиховим чешким сарадницима.  У томе је предњачио председник Едвард Бенеш који је веровао да ће их подстицање Немаца да беже поштедети напора касније депортације. Пре него што је стигао у Чехословачку, Бенеш је објавио преко радија да „свако ко заслужује смрт треба бити потпуно ликвидиран ... у популарној олуји“  и позвао на отпор ради освете за нацистичке злочине „хиљаду пута“.
Бенешу се придружио и министар правде Прокоп Дртина који је тражио од вођа отпора да ослобођење учине "крвавим" за Немце и да их протерају насиљем.
Комунистички лидери такође су подржавали насиље.
Вође у војсци не само да су превидели антинемачке покоље и нису успели да казне починиоце, већ су их активно подстицали.
Чешки радио је вероватно играо важну улогу у подстицању насиља преносећи анти-немачке поруке ових политичких лидера, и емитујући антинемачке поруке на сопствену иницијативу.

## Активности оружаних снага
Већ током Мајског устанка с пролећа 1945. године, Устанички штаб „Алекс“  организовао је активности војске у Чешкој, које су обухватале мобилисане јединице и седишта гарнизона. Штаб Алекс је деловао у име Министарства националне одбране и његов задатак био је довођење трупа на границу. Међутим, већ су на том простору постојале активности и других група, јединица и организација:
- разоружане герилске јединице,
- локалне снаге безбедности,
- групе отпора заостале из рата,
- борбене групе које су примале задатке директно од команданата гарнизона,
- локални и окружни национални комитети (административне комисије),
- Министарство националне одбране,
- Министарство унутрашњих послова
- Комисија за унутрашњу националну безбедност (КВНБ) у Прагу.

Како и цивилно становништво, тако и оружане снаге које су поражене у јесен 1938. године, свих година рата испољавали су жељу за борбом, и то манифестовали кроз разне акције покрета отпора. Што се више ближио крај рата, то је више расла жеља за обрачуном с непријатељем. На психу становништва све време окупације утицала су негативно са једне стране искуства са фронта, а са друге оно што су многи затекли по повратку својим кућама крајем рата. Начелник штаба Првог чехословачког армијског корпуса пуковник Бохумир Ломски овако је описао психичко стања устаника, наводећи једну од изјава оптуженог за злочин над Немцима:
... Природно је да су трупе подигнуте да мрзе Немце ... а немачка злодела ојачала су их у њиховој борбеној одлучности. И није тајна да су се наше трупе у СССР-у бориле под слоганом: не остављај никога живог, око за око, зуб за зуб...Пошто је генерално било јасно да Немци морају бити протерани из наших историјских земаља, било је природно да се уложи напор да се у свакој пригодној прилици отарасимо команданата свих нивоа...
Записник изјаве поручника Ј. Чубке пред Истражном комисијом Комитета безбедности УНС-а у Жатецу 31. јула 1945. године 
Војне јединице које су првобитно деловале на граници састојале су се углавном од војника из првих борбених редова, из редова Прве чехословачког армијског корпуса или од људи из Волина, Подкарпатске Русије и Словачке. Многи од њих су у Другом светском рату изгубили породице или су неадекватно понашали према некадашњем непријатељу у мирном окружењу. Нове оружане формације биле су доброг морала и често спремне за тимски акције против бившег окупатора. У сваком случају, све припаднике оружаних снага ујединила је велика мржња према Немцима.

## Ток догађаја
Све је почело у Прагу када су чешки побуњеници почели да убијају немачке војнике који су се предали и немачке цивиле и пре и после доласка Црвене армије. Историчар Роберт Пинсент тврди да у том моменту није постојала јасна разлика између краја устанка и почетка протеривања и пратећег покоља, јер су спорадично неки заробљени немачки војници обешени о бандере и спаљени,  или на неки други начин мучени и унакажени.
Постепено стимулисани изјавама преко радија чешки побуњеници  су поред нацистичких војника почели све више да нападају, силују и пљачкају немачке цивиле и њихове колаборационисте.  Међутим  нису сви убијени или погођени антинемачким насиљем заправо били Немци или сарадници, јер су починиоци често деловали на основу сумње  или су користили хаос за испољавање личног незадовољства. Тако је у једном покољу у Бориславки 10. маја 1945. године, убијено четрдесет немачких цивила.
Током и након Прашког устанка, хиљаде немачких цивила и војника који су се предали интернирано је у импровизоване логоре у којима су храна и хигијена били лоши, а преживели су тврдили да су данима премлаћивани, а жене да су силовања била уобичајена појава. 
Насиље над немачким цивилима наставило се током лета 1945. године, када је Други светски рат и званично завршен, кулминирајући протеривањем судетских Немаца, и стварањем етнички чисте Чехословачке.
Око три милиона чехословачких држављана немачке националности у том кратком историјском раздобљу је лишено  држављанства и имовине и присилно депортовано.

## Покољи
До маја 1945. године совјетска Црвена армија освојила је Словачку и Чешку заједно са Трећим рајхом. Један режим ускраћивања суверенитета, чистки, погубљења и политичке цензуре заменио је други, пошто се поново уједињена Чехословачка брзо упила у комунистичку орбиту Варшавског пакта. Враћајући се из егзила, чехословачки председник Едвард Бенеш затекао је сломљену нацију разјарену етничком мржњом према Немцима, без обзира на њихова политичка уверења или мишљење о нацизму или антисловенском нацистичком шовинизму. Култура, етничка припадност, па чак и звук немачког језика гадили су се многим Чесима.
Више од 250.000 људи у Чехословачкој умрло је током рата због погубљења, затвора или у транзитним логорима у земљи и иностранству (Пољској), а 300.000 Чеха и Јевреја депортовано је у концентрационе логоре. У разумљивој антинемачкој хистерији која је уследила, у чехословачкој влади је било узвишено да нација преживљава само надајући се освети. У опсежној генерализацији која је све Немце лажно сматрала ратоборним, профашистичким и античешким, Чехословаци су планирали да у потпуности униште читаву немачку мањину стару 1.000 година само због њихове етничке припадности, ефикасно очистивши више од 28,8% националног становништва за само неколико година.

### Ланшкроун
Дана 17. маја 1945. године, након ослобођења Чехословачке од стране Црвене армије, партизанска јединица Ј. Хыбла-Бродецкы стигла је у град Ланшкроун,  а тога дана са њом је стигао и народни суд са заробљеним цивилним немачким становништвом, које је било довезено испред бившег Здања Ландрата, где је започео суђење на тргу за великим каменим столом.  Судом је председавао власник млина и пилане Ј. Храбачек из Выпрацхтице (први председник Окружног националног комитета у Ланшкроуну). У документима се помиње као активни борац отпора и партизан, који је такође био на положају председника Националног комитета после рата. У саставу суда били су: службеник фонда за болести, обућар, ткач, столар, жандармеријски официр и представници локалног становништва. Народни суд је заседао од 17. до 18. маја 1945.  године

Према Емилу Тројану, број жртава био је највероватније око 42 цивила, од којих је 20 требало да изврше самоубиство.  Други извори говоре о 24 осуђена лица првог дана и/или укупно 100 осуђених немачких становника Ланшкроуна...
Герилци су уживали ових дана. Скандирали су и пуцали около као сензуално ускраћени. Тукли су Немце по гениталијама, пљували их и терали их да пузе на коленима пред њима. Људи су бацани у резервоар за воду за најмањи отпор, окачени о уличне гасне лампе или стрељани уз зид градске куће. Морали су да пузе на колена за судијским столом и да над главама носе лик Адолфа Хитлера на који су герилци пљували. Тада су морали да лижу портрет и гутају слуз. Готово сви који су се појавили пред трибуналом осуђени су на смрт или, у најмању руку, премлаћивани. Премлаћивање се одвијало на такав начин да су жртве свучене до гола, стављене на храстово буре и тучене дрвеним палицама. Казна се кретала од 10 до 100 хитаца. 

### Марш смрти у Брну
Током расељавања Немаца из Брна, познатом под називом „Брњски маршем смрти“  који се догодио у периоду од 30. до 31. маја 1945. године, „депортовано“ је 20.000 до 35.000 брњских Немаца. Према историјски документованим подацима, 1.691 особа изгубила је живот до 20. августа 1945. године, од којих су два лица изгубила живот услед случајне пуцњаве, остале су умрле од болести, исцрпљености или природне смрти.  
Историјски извори  наводе да је  умрло 5.000 лица, од тога 459 лица је умрло у логору Похорелице , око 250 умрло током марша до аустријске границе и још 1.062 је умрло по доласку у Беч . Већина њих изгубила је живот због лоших услова живота и болести.

### Постолопртски покољ у концентрационом логору у фазанерији
Крајем маја 1945. године у Постолопрти је стигла Револуционарна гарда, састављена углавном од волинских Чеха и закарпатских Украјинаца, који су овде требало да добију обећане куће и њиве.  
Прво су се убиства цивилног становништва догодила у локалној школи. Потом је више од 800 локалних Немаца, отерано у фазанерију, у којој је окончало живот  метком у потиљак, а завршило у масовним гробницама. Жене, деца и старци из фазанерије су депортовани у Немачку.
Дана 3. јуна у град је стигла и поворка од око 5.000 Немаца из Затеца, који су били смештени у локалну касарну.
У периоду од 31. маја до 15. јуна 1945. догодило се од 800 до 1.000 убистава (међу њима и пет тринаестогодишњака). Из масовних гробница у близини Постолопрта ексхумирано је 763 остатка људских тела (од тога 5 жена и 1 дете). Остаци су потом спаљени.
Током 1947. године ове догађаје испитивала је истражна комисија чехословачког парламента, и донела закључак да се поступак становништва и покољ прогласи као заслужена одмазда за бруталност Немаца .

Укупно би требало да буде до 2.000 мртвих, заједно са онима које је убила дивизије под командом генерала Спаниела. До данас није било могуће објективно доказати да ли су то били само немачки становници или такође убијени Јевреји из концентрационог логора Постолопрт или жртве маршева смрти који су се овде одиграли непосредно пред крај рата. Полицијска истрага покренута 2006. године окривила је чехословачку војску, полицију и официре: капетана Војтека Черног и обућара, команданта постолопртске полиције Бохуслава Марека. 
Истражитељ случаја Павел Карас изјавио је...да ако тадашњи Законик о кривичном поступку зна за злочин геноцида, окривљени неће бити оптужен за убиство, већ за геноцид.

### Доупов и Тоцов
После егзодуса локалног немачког становништва, према Томашу Станеку, који   помиње масовне гробнице на локалном школском игралишту или сурово мучење и накнадно зазиђивање живих припадника СС, број жртава се, креће од 22 до 40 . Само у насељу Тоцов је 5. јуна 1945. убијено 32 Немца.
Окружни национални комитет у Кадану најавио је меморандуму (под бројем 00158-тај-1953 /3 / 35) од 1. септембра 1953. године ликвидацију села Виска, која је у првој фази  пратила и села Јесен (Доуповска Јесен), Јиров , Метикалов , Працхомети , Туреч, а потом у нарденој фази и град Доупов са насељима Херманов , Петров , Тоцов и Тунков због успостављања војног подручја Храдиште   

### Подборани
Неколико такозваних маршева смрти погодило је регион Подборани. На пример, воз за Терезин када је прошао кроз Подборани, зауставио се у селу Каштице, и том приликом је 230 убијених жртава нацизма сахрањено у старој песковини.
Убијање истакнутих чланова нацистичког режима праћено је 7. јуна 1945. спонтаним и случајним хапшењима припадника Револуционарне гарде у импровизованим униформама Афричког корпуса. Грешком је одведен и инвалид из Првог светског рата.
Када су колону ухапшених Немаца (из Подборана, Требчице, Блшана, Очихова, Крира, Летова, Хлубана, Подлесице, Мора, Вроутка, Стацхова  и Собецхлеба) стражари  водили према селу Очихов , уследила је пуцњава у шуми Валов.  Истражна комисија из 1947. године наводи убиство  70 Немаца - углавном припадника СС-а. Ова лица су највероватније сахрањена у две масовне гробнице уз пољски пут од Летова до Валова, око 200 м од раскрснице Подборани - Очихов, али и на  другим местима. Преостале мушкарце партизани су одвели у концентрациони логор у Постолопрти, где су их пратиле жене и деца.

### Хомутов
Акција чишћења започета је у Хомутову 9. јуна 1945. године на иницијативу штаба гарнизона под командом Запрашила.  Неколико хиљада мушкараца између 13 и 65 година било је окупљено на спортском терену (према немачким изворима 5.000 људи). Немци осумњичени за чланство у СС и нацистичким организацијама су накнадно мучени.
Умрло је око 12–13 људи (након пребијања штаповима, убадања очију, паљења ватре по голим телима).
Група од 4.000 мушкараца кренула је са пртљагом тежине 25-30 кг према државној граници. Током путовања умрло је више од 60 људи (пронађено је 27 лешева). Руси су одбили да преузму сиромашне мушкарце на граници између Нове Веси у планинама и Дојхнеудорфа , па је уследио прихват у логоре у Залужију . У интернационалном кампу „Стаклара“ умрло је 40 људи, а више од 60 умрло је од мучења и последица насилне смрти. Лешеви су закопани у кратерима од бомби. Према истражној комисији  из 1947. године, претпоставља се да је страдало око 140 лица.

### Покољ на брду Шведска шанса
Покољ који су извели припадници 17. пешадијског пука Петржалки (бивши припадници 1. чехословачког корпуса ) под командом поручника ОБЗ Карола Канџе и службеника за јавно образовање Бедриха, одиграо се на врху Моштенице на брду Шведска шанса у ноћи 18. на 19. март.
Јуна 1945. године масакрирано је 265 становника Добшине, Кежмарока, Гелница, Млицница и Јане Лехоте код Жиара над Хрономом. Убиства су углавном чинили карпатски Немци и Мађари, али међу њима је било и неколико Словака . Велика већина убијених биле су жене и деца.

### Крнов
У периоду од 20 до 25. јуна 1945. године Немци из Крнова су протерани из логора Цвилин (Лагер Бургберг) према граници - преко Врбног под Прадедем, Видли (Габел), Домашов, Јесеник, Викантице, Старе Место под Снежникем до Кралика.

Затим су отвореним железничким вагоном упућени у Теплиц. Поход је затим настављен до саксонске границе код Геисинга у Рудним планинама. Томаш Станек наводи да 
„Марш из Крнова није пуштен преко границе, а неки људи су после неколико дана лутања поново били смештени у центре или распоређени на одређеним пословима..
.

### Домажлице
Према извештају МНО у ноћи  11. на 12. јул 1945. године око 100 људи је убијено и сахрањено у масовним гробницама у песковитој јами смештеној на десној страни пута између Домажлица и Драженова. Према неким сведочењима отприлике око 120 људи требало је да буду стрељани на железничкој станици Домажлице и сахрањени у близини ње.

У својој књизи Прогон, Станек говори о
...покушају да се „ова догађај што дуже задржи у тајности“, и каже да је командант Јосеф Фахнер наредио је да се припадници СА, СС и НСДАП доведу из затвора окружног суда и из логора Храставице код Домажлица и на овом месту стрељају. Иако је међу њима било највише чланова СА, СС и НСДАП, може се препоставити да је велика већина међу њима била и невина.

### Покољ у Устију
Покољ у Устију је један од најпознатијих. Било је то масовно убиство углавном немачког становништва 31. јула 1945. године у Устију над Лабемом. Број убијених креће се од 30 до 700 људи, а други извори чак наводе и преко 2.000 мртвих.

### Бродоградилиште код Бероуна
8. маја 1945. године у близини села Враж током марша до концентрационог логора у Бероуну убијено је 18 бродоградилишта и немачки Враж и 1 Чех. Сарадници бродоградилишта плашили су се жртава које сведоче пред судом Бероун. Радници концентрационог логора нису желели да преузму групу, јер су сви претучени, а једна жена је нестала. Побеснела руља масакрирала је 19 људи на месту званом "Код закланих". Данас овде од 2008. године стоји висок дрвени крст са именима жртава покоља.

### Лом на мостећку
Дана 10. маја 1945. године у селу Лом на мостећку живот је изгубило укупно 36 људи, а рудар Јозеф Хојдар извршио је самоубиство.
После несрећне експлозије и смрти двоје деце, догађаји у селу Лом брзо су развијали. Извештаји Револуционарне гарде наводно су локалне Немце водили од својих домова до цркве, и онда их стрељали испред зида. Ту су били рудари, као и 58-годишњи пензионисани главни учитељ Јосеф Франз Трецхл, шездесетшестогодишњи Вилхелм Бауер, пензионисани железнички службеник, произвођач пећи Руперт Неидел, постолар Јосеф Лоренз, берберин Франз Копф и возач Лиебсшер.
Њима у помен на локалном гробљу је саграђен споменик жртвама са двојезичним натписом: Сећање на немачке и чешке жртве Другог светског рата.

### Доброњин
Дана 19. маја 1945. интернирани Немци из локалног ватрогасног дома у селу Доброњин одведени су на ливаду Будинка, где су морали прво да ископају гроб, а затим су вероватно брутално убијени лопатама и ашовима.
У августу 2010. године, полиција Чешке Републике извршила је теренско истраживање локалитета и тамо пронашла масовну гробницу. Неколико дана након проналаска људских остатака, на овом месту је подигнут дрвени крст у знак сећања на жртве.

### Виторазско
Дана 24. маја 1945. године у 21:00 час председник Вацлав Мака отворио је народно суђење у Туш Туу, а потом је 14 грађана (градоначелник Хофхансл био је једини Немац међу осуђеницима) осуђено на смрт и одведено у Халамки на општинско гробље. Макс је од пуковника Владимира Хобза тражио извршни одред, међутим Хобза је послао само оружје. Тим оружјем Франтишек Риха погубио је 14 људи под надзором Вацлав Мака, и неколико других чланова МНВ.
Хобзови партизани су све време покољ прво посматрали издалека, а последња осуђена 36-годишња Олга Влчкова је , према сведоцима, била " погођена као мачем". Иницијатори покоља (Вацлав Мака и Франтишек Риха) нису дошли из Виторазска, већ су били досељеници после 1920.
Герилци под командом пуковника Хобза  тог кобног дана, 24. маја 1945. године, осудили су на смрт у селу Рапшах још 26 људи.

### Сухдол изнад реке
У месту Судол над Лужницом, маја 1945. године, Револуционарна гарда убила је 20 људи (укључујући 14 Чеха) и зверски одвела становништво немачке националности (4.500 људи) у иностранство. Деведесетих година 20. века масовна гробница је ексхумирана.

### Ровенско под Тросками
Дана 10. маја 1945. године, након сукоба са одбеглим чланом Вафен-СС, у месту Ровенско под Тросками међу Чешким становништвом догодио се покољ цивила. Тај чин однео је 365 живота, од чега 50 војника Вермахта, остали су били цивили, мушкарци, жене и деца.

### Лештина
Током проласка немачких трупа у повлачењу кроз село Лештина (округ Шумперк) , непознати чешки држављанин је пуцао на пролазну колону СС борбене јединице и убио једног од војника. Немци су узели пет Чеха за таоце и затражили изручење починиоца у селу. Пошто се нико није пријавио, отишли су на поље у близини села Ставенице, и прво мучили мушкарце - одсекавши им језик и извадивши очи,  на крају су их стрељали.
Чешки градови у знак освете у облику етничког чишћења убили су шеснаест немачких становника Витошова и Лештине . Тела жртава,  чешки командоса су ударали гвозденим шипкама. Њихова тела је наредног дана сахранио мајор Црвене армије на месту злочина. Током 2000. године  у знак поштовања према сахрањеним жртвама одржан је помен на Лештинском  гробљу.

### Нацход
Да би се осветили за убиство неколико војника Црвене армије 9. маја 1945. године, заробљени СС-овци су испитивани, претучени и убијени од локалног становништва и војника Црвене армије. Учествовали су и Јевреји и Пољаци ослобођени из концентрационог логора. Историчар Олдрицх Шафар написао је о догађају:
... Сви су чезнули за осветом, мада нису сви били способни за директну освету. Чињеница је била да је сваки аутомобил натоварен мртвим Немцима, који је кренуо преко града до дворског гробља, са великим одушевљењем дочекан на улицама града. Немце нико није жалио. Сви су то видели само као одмазду. Такво је било време ...

## Правна и политичка ситуација у Чехословачкој после Другог светског рата
Победом над нацизмом рат је окончан и председник Бенеш је у улози ауторитета Другог отпора теоретски тражио правни континуитет Прве републике. Дана 4. марта 1945, у словачким Кошицама које су  ослобођене од стране Црвене армије, формирана је нова чехословачка влада на челу с Народним фронтом, али уз изражену доминацију Комунистичке партије Чехословачке. Бенешово овлашћење да доноси декрете на предлог владе остало је до 27. октобра 1945, када је формирана прелазна Народна скупштина.
Иако је Устав из 1920. године и даље био на снази након рата, усвојене су и уставне уредбе председника Републике, као и други уставни закони, такозвани Прашки споразуми који су уређивали међусобне односе између централних и словачких власти и прописи  Словачког националног већа.

### Народна демократија
Током Прве републике постојао је демократски систем. Владајућа коалиција имала је противника у опозицији, а „каталог права и слобода“ односио се на све становнике Чехословачке.  После 1945. демократија је названа „народном“. Комунистичка партија је постајала све доминантнија странка, спољна и унутрашња политика државе биле су под снажним утицајем Совјетског Савеза, што је проузроковало постепено одступање од правних принципа Прве Републике.  Систем Националног фронта искључио је било какву опозицију.
За део становништва, насиље је постало уобичајени део живота током ратног терора.  Овако можемо гледати на решавање питања чехословачких Немаца и кажњавање колаборациониста Чеха и Словака, када су правне норме Прве Републике одбачене.  
Расељавање немачке мањине и даље је предмет многих расправа. Међутим, након Другог светског рата (са неколико изузетака), друштво се сложило око решења заснованог на колективној кривици.  Освета за терор који су починили немачки окупатори такође је играла значајну улогу.

### Уредбе
Уставна уредба председника Републике бр. 33/1945, о регулисању чехословачког држављанства особа немачке и мађарске националности, предвидела је губитак чехословачког држављанства за оне који су стекли друго држављанство према прописима страних држава, окупационе власти, и свим осталим чехословачким држављанима немачке и мађарске националности.
У Уредби бр. 5/1945, О неваљаности одређених имовинско-правних поступака из времена неслободе и о националној администрацији имовинских вредности Немаца, Мађара, издајника и сарадника и одређених организација и института,  идентификоване су особе немачке или мађарске националности као државно непоуздане.
Уредбом бр. 12/1945, држава је одузела пољопривредну имовину свим лицима немачке и мађарске националности, без обзира на националност. Ова заплена је извршен указом бр. 108/1945, а Национални фондови за обнову , проширени „на све имовинске вредности лица немачке или мађарске националности“. Није дозвољена надокнада за одузету имовину.
Претпоставка кривице Немаца и Мађара за нацизам је тако правно утврђена. Само активни немачки припадници отпора могли су избећи такав закон на основу члана 1 став 2 Уредбе бр. 12/1945.., Али терет доказивања лежао је на њиховој страни.

### Легализација насиља
У својој пресуди  од 8. марта 1995. године, Уставни суд Чешке Републике указао је на статус Уредбе бр. 108/1945. која се сматра „правно ништавном“.  Ипак, ово питање је и даље осетљиво питање. Закон бр. 115/1946, О легалности преговора у вези са борбом за обнову слободе Чеха и Словака, иначе познат као „Закон о амнестији“, који је легализовао насиље не само код Немаца у био је недоследан.  Овај закон је онемогућио кажњавање починилаца покоља и крвавих ексцеса (гестапизам) током „дивље“ депортације,  иако је било могуће тражити обештећење. Појавиле су се критике неких новинара, али и у Уставотворној народној скупштини . После фебруара 1948. године донео је Комунистичкој партији информативни ембарго на ову тему.

### Неки од Бенешових декрета из 1945.
| Број акта | Назив |
| --------- | --- |
| 5/1945    | Декрет предсједника о неваљаности неких трансакција везаних уз стварна права од тренутка губитка слободе и о национализацији имовине Нијемаца, Мађара, издајица, колаборатора и неких организација и удруга |
| 12/1945   | Декрет предсједника о конфискацији и убрзаној додјели пољопривредног земљишта Нијемаца, Мађара, издајица и непријатеља чешких и словачких народа                                                            |
| 16/1945   | Декрет предсједника о кажњавању нацистичких злочинаца, издајица и њихових помагача те изванредним народним судовима                                                                                         |
| 28/1945   | Декрет предсједника о смјештају чешких, словачких и осталих славенских фармера на пољопривредном земљишту Нијемаца, Мађара и осталих државних непријатеља                                                   |
| 71/1945   | Декрет предсједника о радној обавези особа које су изгубиле чехословачко држављанство |

### Ванредни народни судови
Указ председника Републике бр. 16/1945.., О кажњавању нацистичких злочинаца, издајника и њихових помагача и о ванредним народним судовима, требало је да помогне у кажњавању свих починилаца и саучесника у злочинима нацизма, а ванредни народни судови били су у супротности са начелом правичног суђења. На пример, члан 31 (1) наводи да „не постоји жалба на пресуду ванредних народних судова“. Такође, захтев за помиловање није имао суспензивни ефекат. Према чл 31 став 2, смртна казна је требала уследити у року од два сата, а према параграфу 3, период дужи од 24 сата био је забрањен. Стога је журба повезана са лошим доношењем МЛС одлука била оправдана. Њихова одлука је критикована у штампи чак и у иностранству.

### Докази о послератним покољима и њихово бесправно и брзо уклањање
Војни историчар Франтишек Ханзлик ,  који се  фокусира на период комунистичког режима, у архивима је открио документе који осветљавају непознате чињенице до 2002. године. То је био доказ послератних покоља и дивљачких протеривања, који су 1999. године добили печат „тајно“. Документи потичу из 1947. године, а историчар Ј. Ханзлик коментарисао је налаз: 
Ови документи потврђују оно за шта се прилично сумњало. Да су их починили они који су требали надгледати незаконитости ...

## Кажњавање злочинаца
Карол Пазур
Главни покретач покоља Шведској шанси , осуђен је прво на 7 година и 6 месеци (1947), након жалбе казна је промењена на 20 година (1949), ослобођен је након око 3 године амнестијом,
Бедрих Сметана
Суорганизатор покоља Шведска шанса, осуђен на затвор, али није издржао казну и очигледно је побегао из земље,
Вацлав Хрнечек
Заменик  команданта концентрационог логора (1945–1946) у Чешким Будјејовицама амерички суд осудио је на 8 година затвора зато што је логор у Чешкој Будјејовици водио на противправан начин.

## Реституција
Бивша Чехословачка била је међу првим земљама које су по обарању комунистичког режима кренуле са реституцијом, односно враћањем имовине одузете после Другог светског рата. Главни закони о томе донети су већ 1990–1991, али се испоставило да је проблем веома сложен, тако да ни до данас не може да се каже да је у Чешкој стављена чувена много помињана реституциона тачка.
Проблем је компликован, пре свега, због 3,2 милиона судетских Немаца који су од 1945, до 1946. године депортовани из тадашње Чехословачке, а одузета им је сва непокретна имовина. Правни основ за то су били декрети председника Едуарда Бенеша који су пошли од тога да су судетски Немци, пошто је судетска област одузета 1938. Чехословачкој и припојена Чешкој, добровољно прихватили немачко и тако изгубили чехословачко држављанство. Полазећи од овога, за оне који желе да врате своју имовину одузету 1945–1946. било је и остаје битно доказати да им није одузета на основу ових декрета, или да су задржали чехословачко држављанство.
За оваква ограничења у реституцији Чехословачка, односно Чешка, трпела је критике  пре него што је 1996. потписала Споразум о придруживању са Европској унији.

## Споменици

### Немачка
Убрзо након расељавања и депортација, судетски Немци у Западној Немачкој почели су да граде споменике преминулим рођацима, пријатељима и комшијама који су насилном смрћу изгубили животе, умрли од исцрпљености, глади или болести током маршева или у концентрационим и радним логорима.
Најстарији документовани споменик изграђен је 1947. године у Хесену. Последња регистрована датира из 2005. године.
Од 1950. године до данас изграђени су многи крстови, надгробни споменици, као и уметнички споменици. У Савезној Републици Немачкој има их око 1.400.
После распада ДДР-а, нови споменици и спомен-места постављени су у Бранденбургу , Мекленбургу - Западној Померанији, Саксонија-Анхалт, Тирингија, Шлеска и Лужица.
- Спомен обележја страдалим судетским Немцима у Западној Немачкој

### Аустрија
Дуж северне доњоаустријске границе, током периода „гвоздене завесе“, расељени Јужноморавци су изградили преко двадесетак споменика и спомен обележја својим родним селима. Међу најзанимљивијима су Креузберг у близини села Клеинвалштад са погледом на брда Микулов и Павловске и споменик у селу Унтерензинген са погледом на Знојмо.
- Спомен обележја страдалим судетским Немцима у Аустрији

### Чешка
Након пада комунистичког режима, у Чешкој је започела изградња спомен обележја и постављање спомен плоча
у знак сећања на део расељеног немачког становништва. Нису још сви регистровани, али су и даље видљиви докази напора ка помирењу на обе стране.
Занимљив пример је и успостављање националног споменика херојима Хајдрихијаде са поднасловом - Место помирења. Споменик је инаугурисан на празник Светог Вацлава, 28. септембра од 1995. године у православној храму Светих Кирила и Методија у Прагу.
- Спомен обележја страдалим судетским Немцима у Чешкој